# Адміністративний устрій Жашківського району
Адміністративний устрій Жашківського району — адміністративно-територіальний поділ Жашківського району Черкаської області на 1 міську громаду, 2 сільські громади та 22 сільські ради, які об'єднують 38 населених пунктів та підпорядковані Жашківській районній раді. Адміністративний центр — місто Жашків.

## Список громадЖашківського району
- Жашківська міська громада
- Бузівська сільська громада
- Соколівська сільська громада

## Список радЖашківського району
| №  | Назва                              | Центр                 | Населені пункти                          | Площа км² | Місце за площею | Населення (2001), чол. | Місце за населенням |
| -- | ---------------------------------- | --------------------- | ---------------------------------------- | --------- | --------------- | ---------------------- | ------------------- |
| 1  | Баштечківська сільська рада        | с. Баштечки           | с. Баштечки                              |           |                 | 866                    | 15                  |
| 2  | Безпечнівська сільська рада        | с. Безпечна           | с. Безпечна                              |           |                 | 436                    | 30                  |
| 3  | Вороненська сільська рада          | с. Вороне             | с. Вороне                                |           |                 | 1186                   | 10                  |
| 4  | Житницька сільська рада            | с. Житники            | с. Житники                               |           |                 | 864                    | 17                  |
| 5  | Конельсько-Попівська сільська рада | с. Конельська Попівка | с. Конельська Попівка                    |           |                 | 755                    | 23                  |
| 6  | Королівська сільська рада          | с. Королівка          | с. Королівка                             |           |                 | 218                    | 33                  |
| 7  | Кривчунська сільська рада          | с. Кривчунка          | с. Кривчунка                             |           |                 | 802                    | 20                  |
| 8  | Леміщиська сільська рада           | с. Леміщиха           | с. Леміщиха                              |           |                 | 819                    | 18                  |
| 9  | Нагірнянська сільська рада         | с. Нагірна            | с. Нагірна с-ще Костянтинівка с. Побійна |           |                 | 1315                   | 7                   |
| 10 | Новогребельська сільська рада      | с. Нова Гребля        | с. Нова Гребля                           |           |                 | 769                    | 22                  |
| 11 | Олександрівська сільська рада      | с. Олександрівка      | с. Олександрівка                         |           |                 | 814                    | 19                  |
| 12 | Охматівська сільська рада          | с. Охматів            | с. Охматів                               |           |                 | 877                    | 14                  |
| 13 | Павлівська сільська рада           | с. Павлівка           | с. Павлівка                              |           |                 | 866                    | 16                  |
| 14 | Пугачівська сільська рада          | с. Пугачівка          | с. Пугачівка                             |           |                 | 1226                   | 9                   |
| 15 | Сабадаська сільська рада           | с. Сабадаш            | с. Сабадаш                               |           |                 | 613                    | 28                  |
| 16 | Сорокотязька сільська рада         | с. Сорокотяга         | с. Сорокотяга                            |           |                 | 989                    | 11                  |
| 17 | Тетерівська сільська рада          | с. Тетерівка          | с. Тетерівка                             |           |                 | 1338                   | 6                   |
| 18 | Тинівська сільська рада            | с. Тинівка            | с. Тинівка                               |           |                 | 1523                   | 4                   |
| 19 | Тихохутірська сільська рада        | с. Тихий Хутір        | с. Тихий Хутір                           |           |                 | 666                    | 25                  |
| 20 | Хижнянська сільська рада           | с. Хижня              | с. Хижня с. Одай                         |           |                 | 984                    | 12                  |
| 21 | Червонокутська сільська рада       | с. Червоний Кут       | с. Червоний Кут                          |           |                 | 1457                   | 5                   |
| 22 | Шуляківська сільська рада          | с. Шуляки             | с. Шуляки с-ще Адамівка                  |           |                 | 591                    | 29                  |

* Примітки: м. — місто, с-ще — селище, смт — селище міського типу, с. — село